# Lecanora pseudistera
Lecanora pseudistera är en lavart som beskrevs av Nyl. Lecanora pseudistera ingår i släktet Lecanora och familjen Lecanoraceae.   Inga underarter finns listade i Catalogue of Life.